# Академія Луненбурга
Луненбурзька академія — це історична будівля школи, розташована в Луненбурзі, Нова Шотландія. Побудована в 1895 році замість будівлі, яка була знищена пожежею, академія працювала як школа з 1895 року до 2012 року, коли місто Луненбург заволоділо майном. У 1983 році він був визнаний національним історичним місцем за його відмінні архітектурні особливості часів Другої імперії та ілюстрацію системи освіти Нової Шотландії в 19 столітті. Станом на 2019 рік у будівлі розташовуються бібліотека та музична школа, а реставрація триває.

## Історія

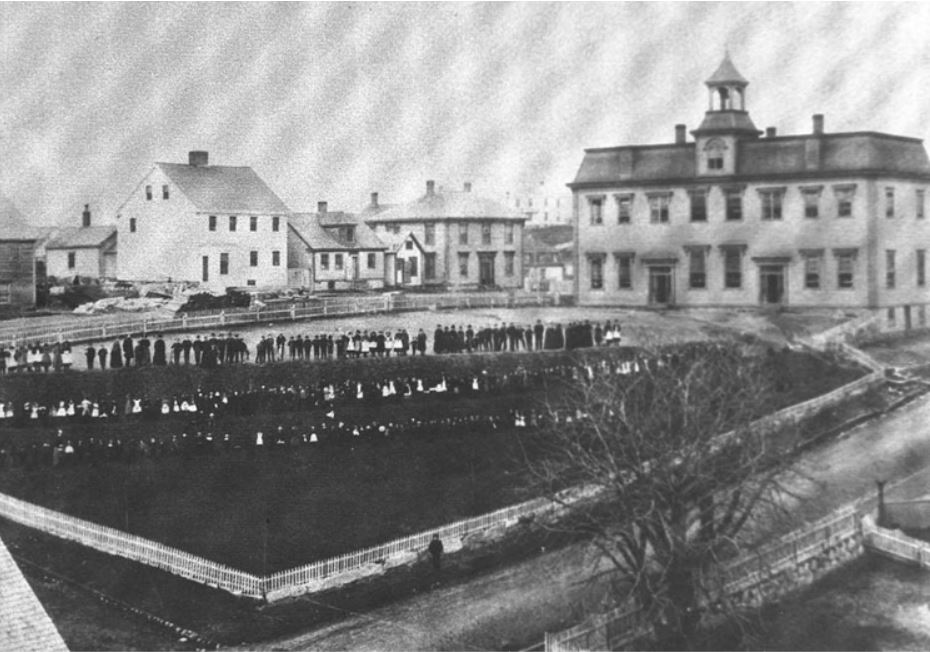
Стара академія, яка була зруйнована в 1893 році

Після того, як окружна академія була знищена пожежею в 1893 році, місто Луненбург вирішило побудувати нову будівлю, яка мала б стати «окрасою міста та заслугою провінції». Оскільки стара академія, яка вміщала лише 200 студентів, досягла своєї потужності, планувалося, що нова будівля буде набагато більшою. Будівництво Луненбурзької академії під керівництвом архітектора Гаррі Х. Мотта розпочалося восени 1894 року та було завершено у 1895 році. Школа відкрилася 7 листопада 1895 року, прийнявши понад 650 учнів. Академія слугувала початковою та середньою школою для учнів округу Луненбург до 1966 року, коли вона стала виключно школою для початкових класів до дев'ятого. Він продовжував працювати як школа до березня 2012 року, коли стурбованість витратами на утримання змусила шкільну раду передати діяльність місту. У 1983 році Луненбурзьку академію було визнано національним історичним місцем завдяки їй архітектурній спадщині та ілюстрації системи академії 19 століття в Новій Шотландії.
Станом на серпень 2019 року триває масштабний проект реставрації. Проект спрямований на перетворення будівлі на багатофункціональну структуру з громадськими та офісними приміщеннями. На даний момент у будівлі розташовані бібліотека Луненбурга, яка відкрилася в 2018 році та Академія музичного виконавства Луненбурга. Частина колишніх аудиторій здається в оренду підприємствам та організаціям.:14–5 Ванні кімнати та кухні були встановлені на кожному поверсі, а протипожежні двері та скляні панелі були додані до сходових кліток,:21 але збереглися дерев'яні сходи та перила. Оригінальна фурнітура та декоративні деталі, такі як дерев'яна вагонка, збереглися, а деякі з оригінальних світильників все ще на місці.

## Архітектура

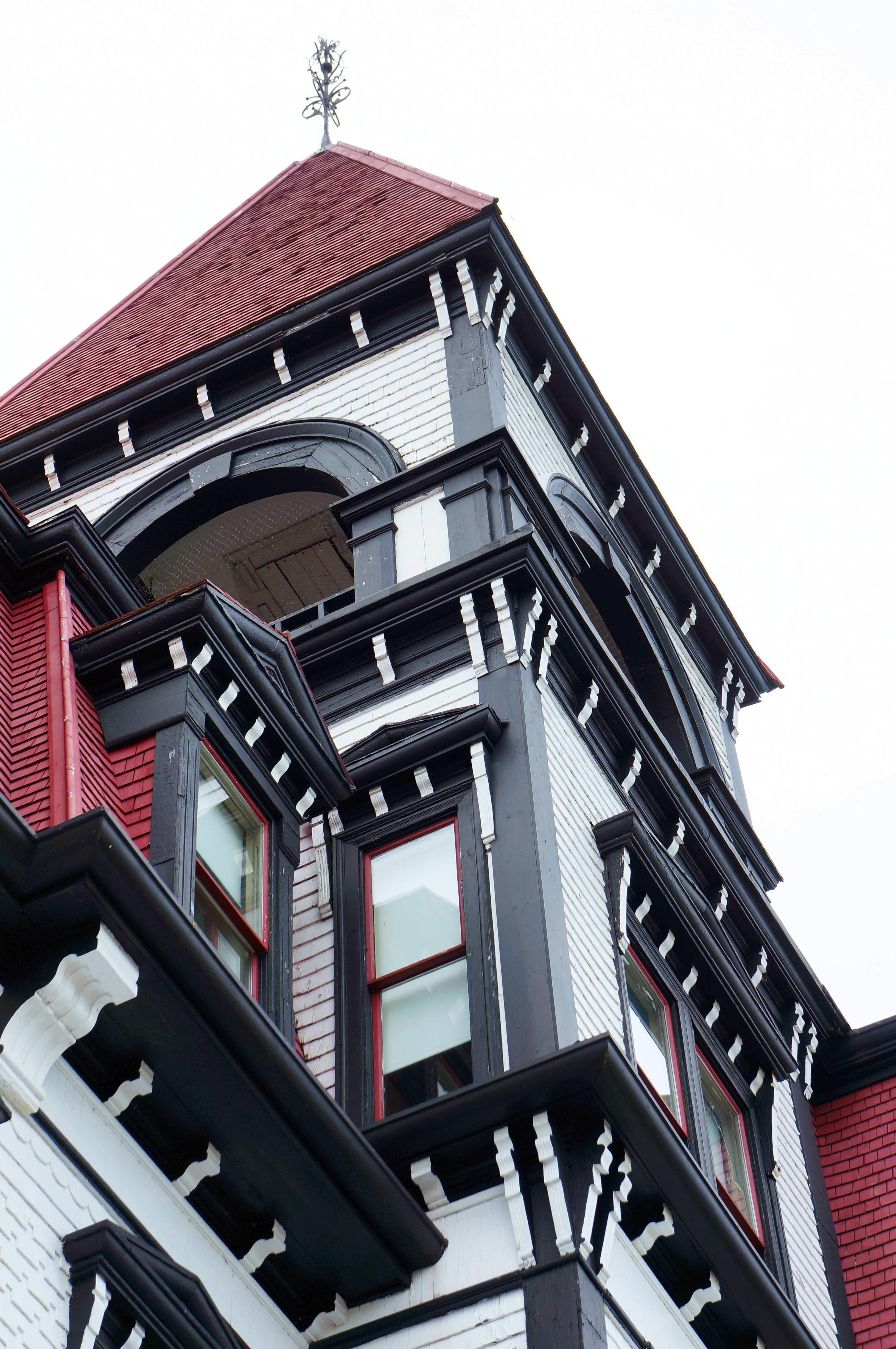
Зовнішні деталі

### Екстер'єр
Триповерхова дерев'яна будівля розташована на ділянці площею 3,7 акра (1,5 га) на вершині пагорба Gallows за адресою 101 Kaulback Street, поруч із історичним районом Старого міста Луненбург. Завдяки своїм розмірам і висоті споруду видно при наближенні до міста з багатьох сторін. Вона розташована на фундаменті з гранітних блоків, увінчаних цеглою, і спроектований у стилі Другої імперії з мансардним дахом, великим центральним димарем, еркерними та венеціанськими вікнами та вежами, увінчаними пірамідальними дахами. У центральній вежі встановлено великий шкільний дзвінок. Спочатку екстер'єр був жовто-коричневим, але після світової війни був пофарбований у білий, червоний і чорний колір II. Орнаментовано горизонтальним поясковим перебігом, складним кронштейном, фронтонами над вікнами та дверима. Маргарет Етвуд описала будівлю як «надзвичайну конструкцію з мансардним дахом… свого роду кошмар Чарльза Аддамса, тільки білий».

### Інтер'єр
Площа будівлі становить приблизно 18 000 квадратних футів (1700 м2). Велика частина інтер'єру залишилася незмінною порівняно з оригінальною структурою . Внутрішні плани Мотта включали систему опалення в підвалі, що складалася з шести повітряних печей, з верхніми поверхами розміщення класних кімнат приблизно однакового розміру, розташованих в асиметричному порядку для оптимізації природного освітлення. Два головних входи будівлі були для хлопчиків, інші для дівчат; були окремі сходи для кожної статі, і не було головного фойє, щоб студенти та студентки не могли змішуватися поза класами. Пічна система була замінена на радіатори в 1950-х роках. У 1980-х роках третій поверх був закритий з міркувань пожежної безпеки; його було знову відкрито після реабілітаційного проекту, який тривав з 1998 по 2000 рік. Ванні кімнати та кухні були встановлені на кожному поверсі, а протипожежні двері та скляні панелі були додані до сходових кліток,:21 але збереглися дерев'яні сходи та перила. Оригінальна фурнітура та декоративні деталі, такі як дерев'яна вагонка, збереглися, а деякі з оригінальних світильників все ще на місці.